# کریوایا پوچینا
کریوایا پوچینا (روسی: Кривая Пучина) یک دریاچه در سرزمین آلتای کشور روسیه است.